# Haikou
För andra betydelser, se Haikou (olika betydelser).
Haikou, även känt som Haikow eller Hoihow, är en stad på prefekturnivå och huvudstad i den sydkinesiska provinsen Hainan. Orten är belägen på öns norra sida, vid Hainansundet.

## Historia
Qiongzhou, dagens Qiongshan-distrikt, var ursprungligen huvudstad på ön Hainan, 1911 hade orten omkring 40 000 invånare, vilket steg till 45 700 invånare 1931. Qiongzhou var omgivet av en 12 m hög stadsmur. 15 km i väster låg fördragshamnen Haikou. Hamnen blev tillgängligt för utländsk handel i samband med att Fördragen i Tianjin slöts 1858, men fick verkliga handelsförbindelser först 1876. In- och utförseln till och från utlandet hade 1908 ett värde av resp. 8 och 6,3 miljoner kr (i dåtidens penningsvärde).

## Administrativ indelning

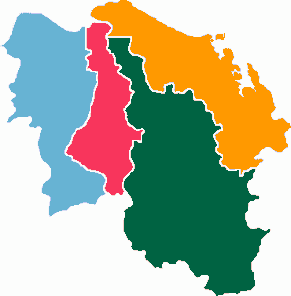
Haikous distrikt
Longhua (blå)
Xiuying (röd)
Qiongshan (grön)
Meilan (gul)

Haikou indelas i fyra distrikt, uppgifterna nedan kommer från folkräkningen 2010.
| Svenskt namn         | Förenklade tecken | Traditionella tecken | Pinyin       | Yta | Befolkning | Täthet |
| -------------------- | ----------------- | -------------------- | ------------ | --- | ---------- | ------ |
| Longhua-distriktet   | 龙华区            | 龍華區               | Lónghuá qū   | 275 | 593 018    | 2 156  |
| Xiuying-distriktet   | 秀英区            | 秀英區               | Xiùyīng qū   | 512 | 349 544    | 683    |
| Qiongshan-distriktet | 琼山区            | 瓊山區               | Qióngshān qū | 940 | 479 960    | 511    |
| Meilan-distriktet    | 美兰区            | 美蘭區               | Měilán qū    | 553 | 623 667    | 1128   |

## Vänorter
- Perth and Kinross, Storbritannien
- Oklahoma City, USA
- Gdynia, Polen
- Darwin, Australien

## Klimat
Genomsnittlig årsnederbörd är 2 382 millimeter. Den regnigaste månaden är juli, med i genomsnitt 350 mm nederbörd, och den torraste är januari, med 21 mm nederbörd.